# Chapelle Notre-Dame de Lézurgan
La chapelle Notre-Dame de Lézurgan est située  au lieu-dit « Bot en Touze», à Plescop dans le Morbihan.

## Historique
Jadis dédiée à saint Jean Baptiste, la chapelle Notre-Dame de Lézurgan dénommée aussi chapelle de Luzurgan, a été édifiée grâce au mécénat d'Yves de Pontsal, évêque de Vannes de 1444 à 1475. Construite selon un plan rectangulaire, la chapelle est de style gothique mi-rayonnant mi-flamboyant.
La charpente, en forme de carène renversée est datée de 1455. Elle fait l’objet d’une inscription au titre des monuments historiques depuis le 5 février 1951.

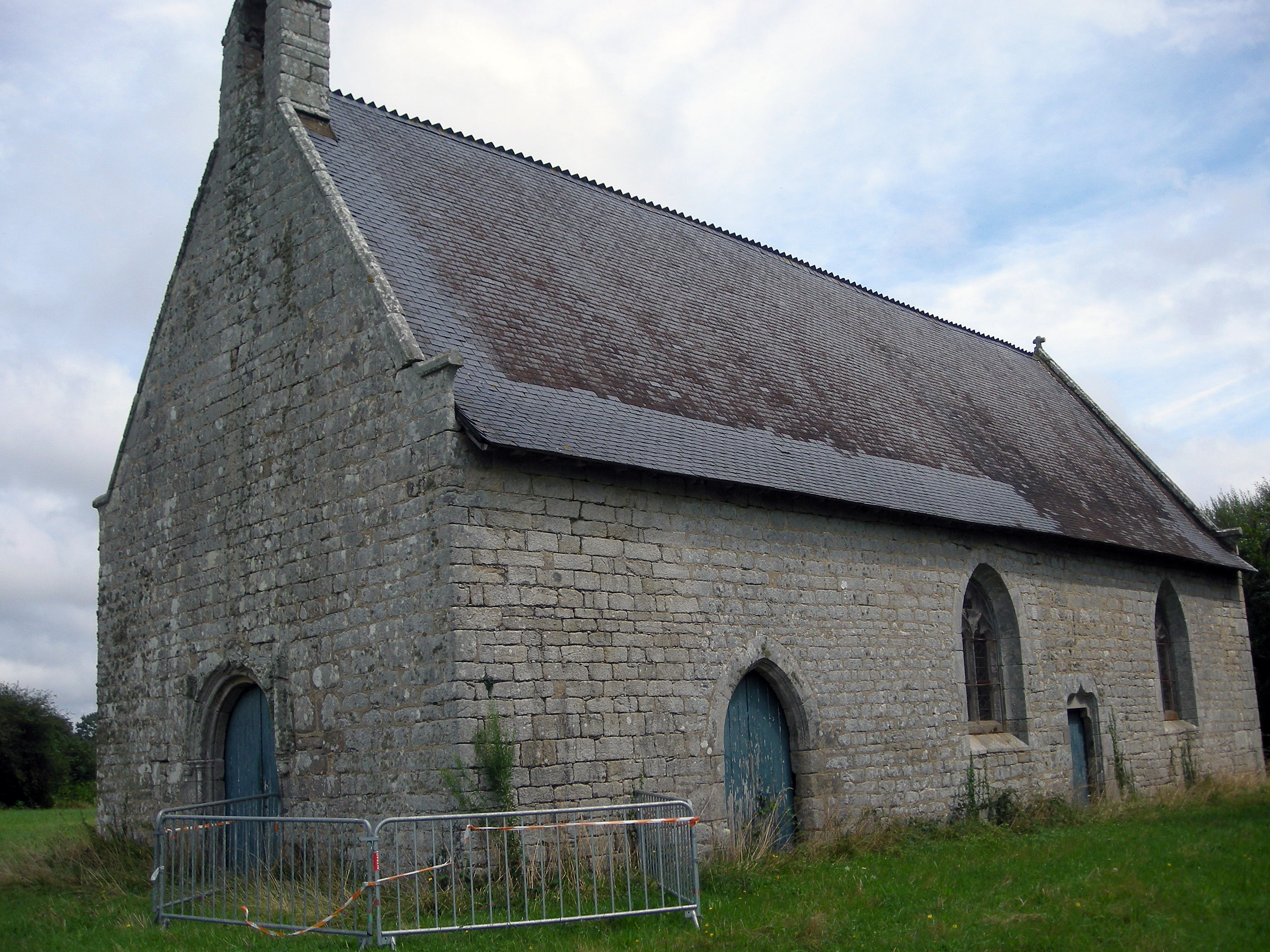
En 2012, la jointure entre la façade nord et la façade sud est très abimée.
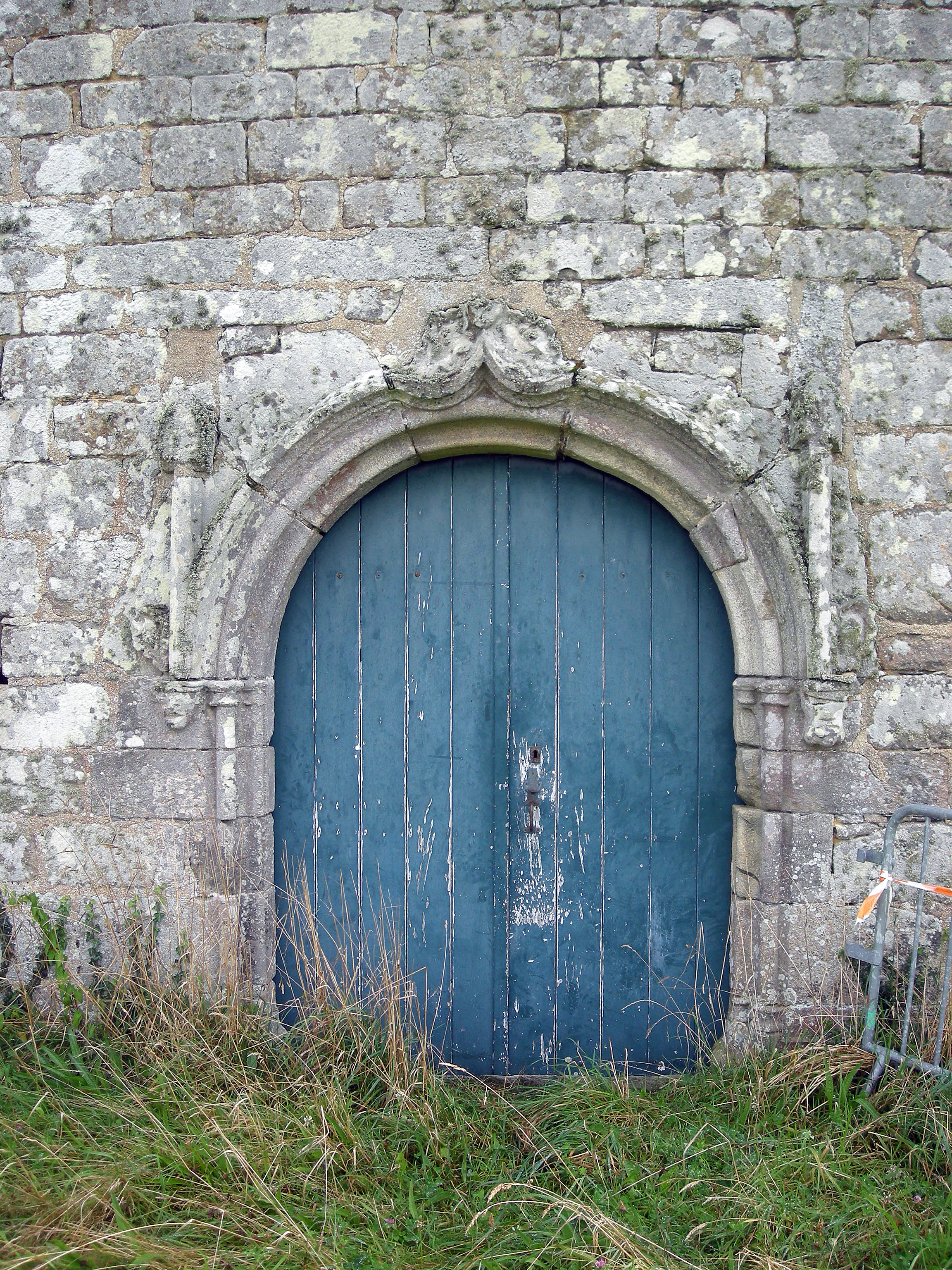
La porte ouest.

Sur la pelouse devant la chapelle, se dresse un menhir imposant qui mesure plus de 3,50 mètres de hauteur.